# Clidemia collina
Clidemia collina là một loài thực vật có hoa trong họ Mua. Loài này được Gleason mô tả khoa học đầu tiên năm 1950.